# きゃべつちょうちょ
『きゃべつちょうちょ』は、大島弓子による日本の漫画作品。『別冊少女コミック』（小学館）1976年8月号に掲載された。
大島弓子の当時住んでいたアパートで、壁面塗り替え工事が行われており、工事用の幕がアパートの壁面全体にかかっていて、昼も夜も暗くてたまらなかった時があったという。一ヶ月ほどその状況が続き、あるとき、強風の夜にその幕が自転車の足を踏み外して、ペダルを漕ぎ出すような音を立てていたことがあり、その体験を作中で使用している。
なくなった兄の代わりに男装をして過ごす少女の物語で、『ベルサイユのばら』に登場するオスカル・フランソワ・ド・ジャルジェが描かれたのが、1972年のことである。

## あらすじ
他田鞆は転入初日のバスの中で男装の少女、林末子に一目惚れした。クラスの委員長で、陸上部の部長をしている彼女は本気で男のように振る舞おうとしており、男子と同じ距離を走ろうとしていた。その様子をはたで見ていた鞆は末子を止めようとした。
鞆が転入してきたのには、父親がビル建築の仕事をしており、旧校舎の外装工事をするためであった。今はなき兄の残した落書きが消されることを恐れた末子は、鞆に兄の落書きを消さないで欲しいと頼む。

## 登場人物
他田鞆（おさだ とも）
主人公。順応性の強いところがあり、勉強は好きではないが、体育は好きである。最初、末子のことを綺麗な顔立ちをした男だと思い、バスの急ブレーキで胸に触れ、性別を認識して驚いている。末子が男子と同距離の走行をしているさまを見て、父親の会社が苦境に陥った際に、母親が無理をして働いて倒れ、なくなった時のことを思い出している。後述する末子の依頼を、自分は彼女に真剣な交際の告白をしただけなのにと拒絶しているが、父親に落書きだけを消さぬ手段はないかと頼み、その方策を模索していた。
林末子（はやし すえこ）
もうひとりの主人公。愛称はマーで、これは兄、勝の生前の綽名であった。兄、勝のことを慕っており、一心同体だと思っていた。自分のせいで兄が死んだと思っており、兄のふりをして生きることが兄の命を奪ったことへの贖罪であった。兄の残した落書きを消さぬために、一日自分を自由にしてよいと鞆に言うが、真剣な末子への思いを告白した鞆から拒絶されている。
林勝（はやし まさる）
末子の兄で故人。酒やたばこやたしなみ、猥談や喧嘩をするような少し不良めいたところはあったが、物事に手抜きをせず、人の嫌がることを進んでやるような性格。旧校舎の壁に、自分の生きている証としてペンキで落書きをしている。妹と自転車の二人乗りをしている際に、妹の見つけた蝶々を追いかけて、自動車に衝突し、そのままなくなっている。
陸上部の副部長
陸上部の守り神と呼ばれており、末子に言い寄る相手へのガードをしていた。勝の親友で、末子のために、勝の残した落書きを白ペンキを塗って消してしまった。
末子の母
末子のことをなくなった勝と勘違いするが、その後、末子に、あなたは勝とは違って女の子なのだから、夜の外出もほどほどにしろと言っている。

## 解説
- 藤本由香里は、大島弓子作品にはあらゆる少女漫画の中でも最も純粋な形で「母的なるもの」を追求し、「母」というテーマにこだわってきたのではないかと述べ、『綿の国星』の母親などと同様に、この作品にも白い割烹着を身につけた林末子の母親が登場していると述べている。同時に、母親が何らかの理由で亡くなるなっど、何らかの理由で失われてしまったために、「永遠に記憶から去らぬ母親」も繰り返し描かれているとも記し、同エッセーでは、本作のカットで、他田鞆の母親が亡くなる前に「少し休ませてね」と語る姿があげられている[2]。

## 単行本
- 『星にいく汽車』 集英社、集英社漫画文庫（1977年1月31日刊）
  - 収録作品 -『星にいく汽車』・『夏子の一日』・『3月になれば』・『男性失格』・『きゃべつちょうちょ』
- 『大島弓子選集第2巻  ミモザ館でつかまえて』朝日ソノラマ（1986年4月30日刊）
  - 収録作品 -『さよならヘルムート』・『鳥のように』・『星にいく汽車』・『わたしはネプチューン』・『なごりの夏の』・『雨の音がきこえる』・『風車』・『つぐみの森』・『ミモザ館でつかまえて』
- 『四月怪談』白泉社、白泉社文庫、1999年3月17日刊
  - 収録作品 -『ローズティーセレモニー』・『きゃべつちょうちょ』・『ページワン』・『四月怪談』・『雛菊物語』・『桜時間』・『金髪の草原』